# Ett hund
Ett Hund är ett mixtape av Organism 12. Kassetten släpptes 2002, två år efter att Seron slutade göra musik. Trots detta medverkar han på 14 spår.

## Låtlista
| Låtnamn                                                  | Producent | Längd |
| -------------------------------------------------------- | --------- | ----- |
| 01. Hip Hop Horor                                        | Weirdwolf | 03:24 |
| 02. Titta På Oss (Med Seron)                             | Weirdwolf | 03:23 |
| 03. Hotell No Monkey Business (Med Seron)                | DJ Large  | 04:56 |
| 04. En Sak Bara (Osläppt '99)                            | DJ Large  | 04:10 |
| 05. Session (Med T.R)                                    | DJ Large  | 03:46 |
| 06. Dividish (Med Seron)                                 | Weirdwolf | 02:45 |
| 07. Herr Ågren                                           | DJ Large  | 04:04 |
| 08. Ego (Med Seron)                                      | DJ Large  | 03:26 |
| 09. Bandidit Skizniten (Med T.R)                         | DJ Large  | 04:41 |
| 10. Vi E Bra (Med Seron & T.R)                           | DJ Large  | 04:30 |
| 11. Två Lirare I Gemet (Med Seron) (Osläppt '00)         | DJ Large  | 04:11 |
| 12. Retörn Åff Thö Nördersh (Med Seron)                  | Weirdwolf | 03:50 |
| 13. Elefant Män (Med Seron) (Osläppt '00)                | DJ Large  | 03:08 |
| 14. Ju Tåth VI Läfft Dö Pläjs (Med Seron) (Osläppt '00)  | Weirdwolf | 04:18 |
| 15. Bitterhet                                            | DJ Large  | 05:43 |
| 16. 6 Miljoner Sätt Att Jaga En Älg (Med Seron)          | Weirdwolf | 05:11 |
| 17. Tyst! (Med Seron)                                    | DJ Large  | 04:46 |
| 18. Belladium (Kemiska Märken) (Med Seron) (Osläppt '00) | DJ Large  | 02:08 |
| 19. Betate (Med Seron)                                   | Weirdwolf | 03:02 |
| 20. Vem Som Helst                                        | DJ Large  | 04:36 |
| 21. Mördarna (Med T.R)                                   | DJ Large  | 04:29 |
| 22. Hej Å Hå (Osläppt '01)                               | DJ Large  | 02:18 |
| 23. Ekkorn Satt I Granen (Med Seron)                     | Weirdwolf | 04:24 |

- Mastrad av Robert Elster
- A-sida: Spår 01-12
- B-sida: spår 13-23